# Starfire
Starfire är en seriefigur från DC Comics. Hon är född och uppväxt på en planet kallad Tamaran där hon är prinsessa. Hon kom till jorden av en slump när hon blev transporterad av några Gordanier för att tjäna som slav åt deras kung. Med hjälp av sin stora styrka lyckades hon rymma och landade på Jorden. Starfires egenskaper är flygförmåga, övermänsklig styrka, förmåga att skjuta "starballs" samt att lära sig nya språk genom läppkontakt. Hennes enda kända familj är hennes onda storasyster Blackfire, hennes sedan länge försvunna lillebror Wildfire och hennes k'norfka (barnskötare) Galfore. Starfire skulle tillsammans med några ungdomshjältar grunda Teen Titans. Hon har ett husdjur som heter Silke från hennes hemplanet.